# تلانارو
تلانارو (به لاتین: Tôlanaro) ، یک منطقهٔ مسکونی در ماداگاسکار است که در تلانارو واقع شده‌است.

## نگارخانه

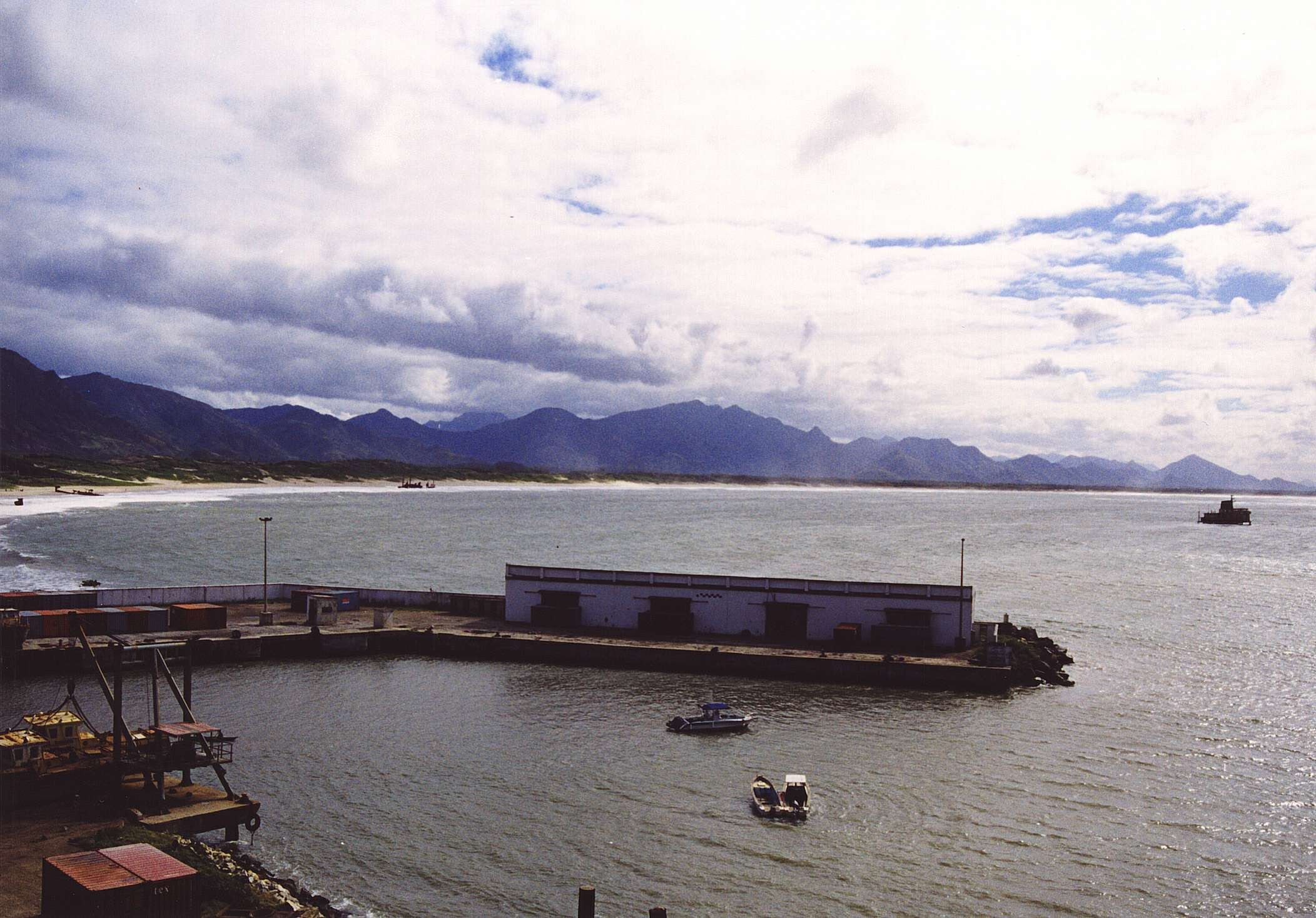
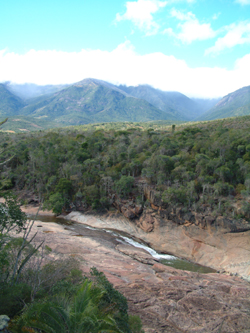

## خصوصیات
تلانارو ۴۶٬۰۰۰ نفر جمعیت دارد.